# Tulcoides
Tulcoides – rodzaj chrząszczy z rodziny kózkowatych i podrodziny zgrzypikowych.

## Zasięg występowania
Przedstawiciele tego rodzaju występują w Ameryce Południowej od Gujany Francuskiej na północy po Boliwię na południu.

## Systematyka
Do Tulcoides należą 2 gatunki:
- Tulcoides pura
- Tulcoides tibialis